# Rhimphoctona vancouverensis
Rhimphoctona vancouverensis är en stekelart som först beskrevs av Alan John Harrington 1894.  Rhimphoctona vancouverensis ingår i släktet Rhimphoctona och familjen brokparasitsteklar.

## Underarter
Arten delas in i följande underarter:
- R. v. maculosa
- R. v. tibialis